# FusionForge
FusionForge est un système de gestion de développement collaboratif de logiciels. Il fournit une interface unifiée à une série de logiciels serveur et intègre plusieurs applications à code source ouvert. Il s'agit essentiellement du renommage de la version libre du logiciel GForge, intervenu après la décision du GForge Group (éditeur de GForge) de ne plus maintenir que la version GForge AS (propriétaire). C'est donc un descendant direct du logiciel SourceForge.
FusionForge apporte les fonctionnalités suivantes : hébergement de projet, gestion de version de code source de logiciel (Bazaar, CVS, Darcs, Git et Subversion), suivi de bugs (bogues) et messagerie. Ces fonctionnalités peuvent être déployées afin de faire fonctionner une forge logicielle auto-hébergée.
FusionForge est référencé au niveau ministériel ainsi que dans la recherche,.

## Historique
À partir de février 2009, quelques-uns des développeurs de GForge ont poursuivi le développement de l'ancienne version du code source en open source sous le nouveau nom de FusionForge. Cette action a eu lieu après que le GForge Group s'est concentré sur le développement du logiciel commercial GForge Advanced Server. L'historique précédent du code source de base est documenté sur la page web GForge.